# Temporada 1992-93 de los Milwaukee Bucks
La temporada 1992-93 fue la vigesimoquinta de los Milwaukee Bucks en la NBA. La temporada regular acabó con 31 victorias y 51 derrotas, ocupando el duodécimo puesto de la Conferencia Este, no logrando clasificarse para los playoffs.

## Elecciones en elDraft
| Ronda | Puesto | Jugador      | Posición | Nacionalidad   | Universidad |
| ----- | ------ | ------------ | -------- | -------------- | ----------- |
| 1     | 8      | Todd Day     | Escolta  | Estados Unidos | Arkansas    |
| 1     | 23     | Lee Mayberry | Base     | Estados Unidos | Arkansas    |

## Temporada regular
| División Central      | División Central | División Central | División Central | División Central | División Central | División Central | División Central | División Central |
| Equipo                | G                | P                | %                | PD               | Casa             | Fuera            | Div              |                  |
| --------------------- | ---------------- | ---------------- | ---------------- | ---------------- | ---------------- | ---------------- | ---------------- | ---------------- |
| y-Chicago Bulls       | 57               | 25               | .695             | —                | 31–10            | 26–15            | 19–9             |                  |
| x-Cleveland Cavaliers | 54               | 28               | .659             | 3                | 35–6             | 19–22            | 22–6             |                  |
| x-Charlotte Hornets   | 44               | 38               | .537             | 13               | 22–19            | 22–19            | 12–16            |                  |
| x-Atlanta Hawks       | 43               | 39               | .524             | 14               | 25–16            | 18–23            | 12–16            |                  |
| x-Indiana Pacers      | 41               | 41               | .500             | 16               | 27–14            | 14–27            | 11–17            |                  |
| Detroit Pistons       | 40               | 42               | .488             | 17               | 28–13            | 12–29            | 12–16            |                  |
| Milwaukee Bucks       | 28               | 54               | .341             | 29               | 18–23            | 10–31            | 10–18            |                  |

## Estadísticas

### Temporada regular
| Rk | Jugador           | Edad | P  | PT | MP   | TC  | TCI  | %TC  | T3  | T3I | %T3  | TL  | TLI | %TL   | RO  | RD  | RT  | AS  | RB  | TAP | BP  | FP  | PTS  |
| -- | ----------------- | ---- | -- | -- | ---- | --- | ---- | ---- | --- | --- | ---- | --- | --- | ----- | --- | --- | --- | --- | --- | --- | --- | --- | ---- |
| 1  | Blue Edwards      | 27   | 82 | 81 | 33.3 | 6.8 | 13.2 | .512 | 0.5 | 1.3 | .349 | 2.9 | 3.7 | .790  | 1.5 | 3.2 | 4.7 | 2.6 | 1.6 | 0.5 | 2.1 | 3.0 | 16.9 |
| 2  | Frank Brickowski  | 33   | 66 | 64 | 31.4 | 6.9 | 12.7 | .545 | 0.1 | 0.4 | .308 | 3.0 | 4.1 | .728  | 1.8 | 4.3 | 6.1 | 3.0 | 1.2 | 0.7 | 3.1 | 3.6 | 16.9 |
| 3  | Eric Murdock      | 24   | 79 | 78 | 30.8 | 5.5 | 11.8 | .468 | 0.4 | 1.5 | .261 | 2.9 | 3.7 | .780  | 1.2 | 2.4 | 3.6 | 7.6 | 2.2 | 0.1 | 2.6 | 2.2 | 14.4 |
| 4  | Anthony Avent     | 23   | 82 | 78 | 27.9 | 4.2 | 9.8  | .433 | 0.0 | 0.0 | .000 | 1.4 | 2.1 | .651  | 2.2 | 4.0 | 6.2 | 1.1 | 0.7 | 0.9 | 1.7 | 2.9 | 9.8  |
| 5  | Alvin Robertson   | 30   | 39 | 32 | 27.3 | 3.6 | 7.4  | .479 | 0.4 | 1.4 | .309 | 1.1 | 1.8 | .629  | 1.2 | 2.3 | 3.5 | 4.0 | 2.3 | 0.2 | 2.0 | 3.1 | 8.7  |
| 6  | Todd Day          | 23   | 71 | 37 | 27.2 | 5.0 | 11.7 | .432 | 0.8 | 2.6 | .293 | 3.0 | 4.2 | .717  | 2.0 | 2.1 | 4.1 | 1.6 | 1.1 | 0.7 | 1.7 | 3.1 | 13.8 |
| 7  | Brad Lohaus       | 28   | 80 | 24 | 22.1 | 3.5 | 7.7  | .461 | 1.1 | 2.9 | .370 | 0.9 | 1.3 | .723  | 0.7 | 2.7 | 3.5 | 1.6 | 0.6 | 0.9 | 1.2 | 2.2 | 9.1  |
| 8  | Fred Roberts      | 32   | 79 | 5  | 18.8 | 2.9 | 5.4  | .528 | 0.2 | 0.4 | .414 | 1.7 | 2.1 | .799  | 1.2 | 1.8 | 3.0 | 1.5 | 0.7 | 0.3 | 0.8 | 1.7 | 7.6  |
| 9  | Lee Mayberry      | 22   | 82 | 4  | 18.3 | 2.1 | 4.6  | .456 | 0.5 | 1.3 | .391 | 0.5 | 0.8 | .574  | 0.3 | 1.1 | 1.4 | 3.3 | 0.7 | 0.1 | 1.0 | 1.8 | 5.2  |
| 10 | Danny Schayes     | 33   | 70 | 7  | 16.1 | 1.5 | 3.8  | .399 | 0.0 | 0.0 | .000 | 1.6 | 2.0 | .818  | 1.0 | 2.5 | 3.6 | 1.1 | 0.5 | 0.5 | 0.9 | 2.1 | 4.6  |
| 11 | Derek Strong      | 24   | 23 | 0  | 14.7 | 1.8 | 4.0  | .457 | 0.2 | 0.3 | .500 | 3.0 | 3.7 | .800  | 1.7 | 3.3 | 5.0 | 0.6 | 0.5 | 0.0 | 0.6 | 0.9 | 6.8  |
| 12 | Alaa Abdelnaby    | 24   | 12 | 0  | 13.3 | 2.2 | 4.7  | .464 | 0.0 | 0.1 | .000 | 1.0 | 1.3 | .750  | 1.0 | 2.1 | 3.1 | 0.8 | 0.5 | 0.3 | 1.1 | 2.0 | 5.3  |
| 13 | Jon Barry         | 23   | 47 | 0  | 11.7 | 1.6 | 4.4  | .369 | 0.4 | 1.3 | .333 | 0.7 | 1.0 | .673  | 0.2 | 0.7 | 0.9 | 1.4 | 0.7 | 0.1 | 0.9 | 1.2 | 4.4  |
| 14 | Orlando Woolridge | 33   | 8  | 0  | 9.8  | 2.3 | 4.1  | .545 | 0.0 | 0.0 |      | 0.9 | 1.1 | .778  | 0.4 | 0.8 | 1.1 | 0.4 | 0.1 | 0.3 | 0.8 | 1.0 | 5.4  |
| 15 | Moses Malone      | 37   | 11 | 0  | 9.5  | 1.2 | 3.8  | .310 | 0.0 | 0.0 |      | 2.2 | 2.8 | .774  | 2.0 | 2.2 | 4.2 | 0.6 | 0.1 | 0.7 | 0.9 | 0.5 | 4.5  |
| 16 | Alan Ogg          | 25   | 3  | 0  | 8.7  | 1.0 | 3.0  | .333 | 0.0 | 0.0 |      | 0.7 | 0.7 | 1.000 | 0.3 | 1.7 | 2.0 | 1.3 | 0.3 | 1.0 | 1.0 | 2.0 | 2.7  |
| 17 | Alex Stivrins     | 30   | 3  | 0  | 8.3  | 1.3 | 3.7  | .364 | 0.0 | 0.0 |      | 1.0 | 1.3 | .750  | 1.0 | 1.0 | 2.0 | 0.7 | 0.3 | 0.0 | 0.7 | 1.3 | 3.7  |
| 18 | Anthony Pullard   | 26   | 8  | 0  | 4.6  | 1.0 | 2.3  | .444 | 0.0 | 0.0 |      | 0.1 | 0.4 | .333  | 0.3 | 0.8 | 1.0 | 0.3 | 0.3 | 0.3 | 0.6 | 0.6 | 2.1  |
| 19 | Dan O'Sullivan    | 24   | 3  | 0  | 2.3  | 0.3 | 0.7  | .500 | 0.0 | 0.0 |      | 1.0 | 1.3 | .750  | 0.0 | 0.7 | 0.7 | 0.3 | 0.3 | 0.0 | 0.0 | 1.0 | 1.7  |